# Hugo Rietmann
Hugo Rietmann, poi italianizzato in Ugo (Calprino, 26 agosto 1886 – Milano, 2 ottobre 1959), è stato un imprenditore, calciatore, arbitro di calcio e allenatore svizzero naturalizzato italiano, di ruolo centrocampista.

## Biografia

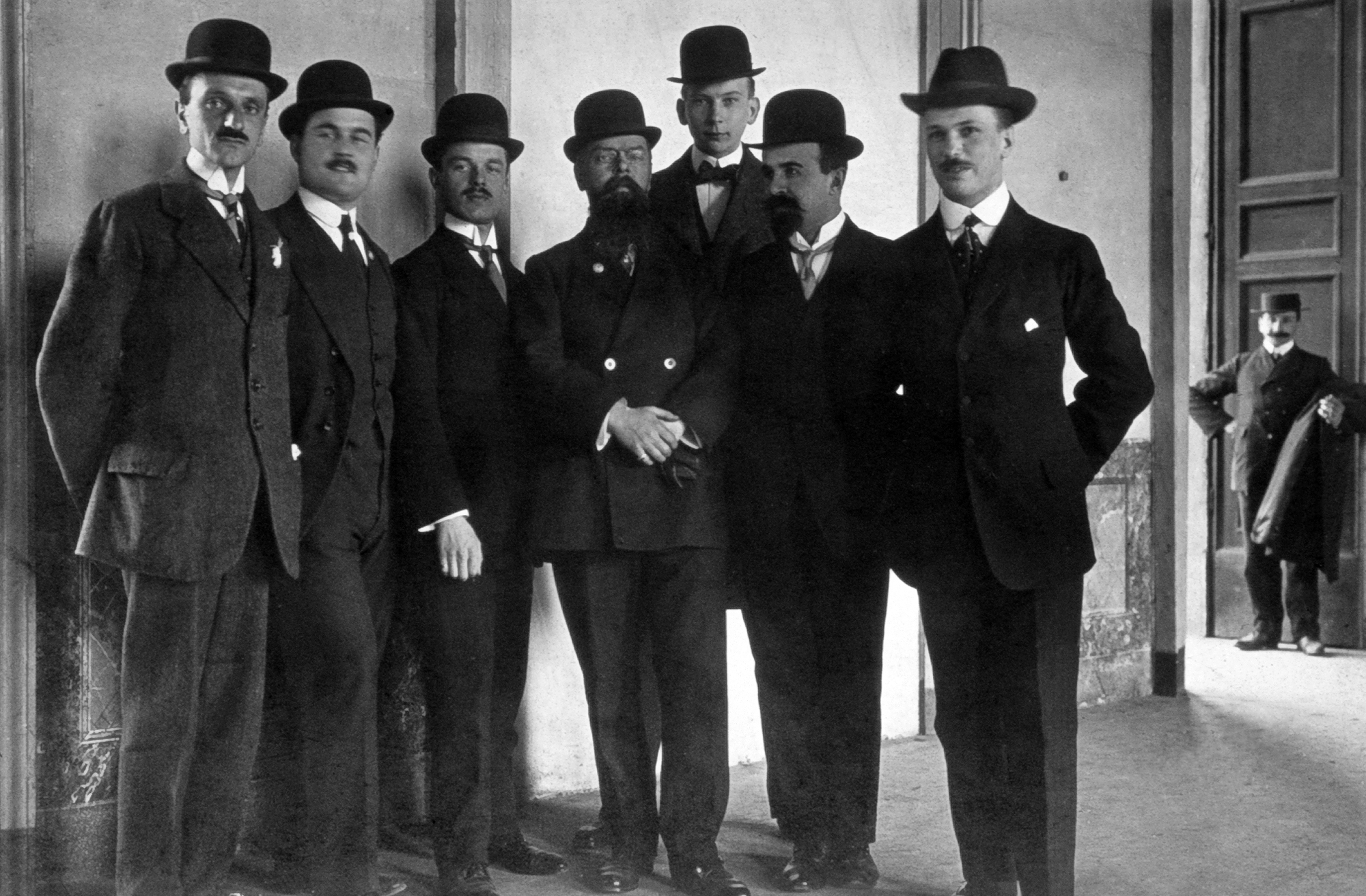
Hugo Rietmann posa nel 1912 con alcuni fondatori e dirigenti dell'Inter (da sinistra: Paramithiotti (Pres.), Muggiani, Rietmann, Hirzel, Bach, Ansbacher, Glockner e sul portone a destra Hans Rietmann).

Industriale tessile, appartenente alla storica famiglia svizzera dei Rietmann, fu tra i fondatori dell'Inter. Precedentemente era stato tesserato per la Mediolanum e poi il F.C. Bergamo e il Milan, ma non era mai riuscito a giocare con la formazione titolare. Giocò con i nerazzurri nella stagione del 1909, contro l'US Milanese (0-2).
Si mise a disposizione dell'Regio Esercito Italiano malgrado fosse cittadino elvetico e partecipò alla grande guerra quale ufficiale volontario della Croce Rossa Italiana.
Seppellito al Cimitero Monumentale di Milano (Sepolture illustri del Cimitero Monumentale di Milano).

## Arbitro
Dal 1914 al 1920 fece parte in tre occasioni delle commissioni tecniche che selezionavano e guidavano la nazionale di calcio dell'Italia.
Fu fra i fondatori dell'A.I.A. di cui ricoprì anche la carica di Sindaco. Tra le partite arbitrate, nel 1913 arbitrò la semifinale della Coppa Beretta-Rietmann, giocata da U.S. Milanese e AC Milan (vinta 2-0 dal U.S. Milanese).
Nel 1948 in occasione del 50º anniversario della F.I.G.C. fu insignito del titolo di pioniere del calcio italiano.